# Urban (avis)
 For alternative betydninger, se Urban. (Se også artikler, som begynder med Urban)
Urban var en dansk gratisavis, der blev udgivet af Berlingske Media fra 2001 til 2012.
Avisen udkom første gang 24. september 2001 og blev delt ud på togstationer, befærdede vejkryds, busser og biblioteker. Ansvarshavende chefredaktør var Henrik Bay. Urban havde hovedredaktion i København.
Urban konkurrerede i mange år kun med gratisavisen MetroXpress, men i efteråret 2006 fik de to aviser konkurrence fra yderligere tre titler: 24timer fra JP/Politikens Hus, den islandskejede og husstandsomdelte Nyhedsavisen, der efter planen skulle omdeles landsdækkende af et distributionsselskab, der var ejet af både ejerne af Nyhedsavisen og Post Danmark samt Dato, som også blev udgivet af Berlingske Media. 24timer blev en overgang også distribueret hjem til særligt udvalgte adresser i de største byer, primært København. Dato fusionerede med Urban 19. april 2007. Nyhedsavisen gik ind i 2008, ligesom 24timer droslede ned for sin husstandsomdeling.
Urban oprettede et gratis blogunivers, hvor læserne inviteredes til at skrive deres blogindlæg. Hver dag bragtes to udvalgte blogindlæg i avisen, ofte i forkortet form.
Berlingske Media, der ejede gratisavisen, besluttede 11. januar 2012 at lukke Urban. Det var et led i en spareplan, og sidste udgave af avisen udkom torsdag 12. januar 2012.

## Ekstern henvisning
- Urbans hjemmeside

| Anime eller manga | Spire Denne artikel om medie og kommunikation er en spire som bør udbygges. Du er velkommen til at hjælpe Wikipedia ved at udvide den. |